# Gonzalo Sorondo
Pour les articles homonymes, voir Sorondo.
Gonzalo Sorondo Amaro (né le 9 octobre 1979 à Montevideo) est un footballeur uruguayen qui joue au poste de défenseur.

## Clubs
- 1998-2001 : Defensor -  Uruguay
- 2001-2006 : Inter Milan -  Italie
- 2003-2004 : Standard de Liège -  Belgique (prêt)
- 2004-2005 : Crystal Palace -  Angleterre (prêt)
- 2005-2006 : Charlton Athletic -  Angleterre (prêt)
- 2006-2007 : Charlton Athletic -  Angleterre
- 2007 : Defensor -  Uruguay
- 2008-2011 : SC Internacional -  Brésil
- 2012 : Grêmio Foot-Ball Porto Alegrense -  Brésil[1]

## Équipe nationale
- 27 sélections en équipe d'Uruguay entre 2000 et 2005

## Palmarès
- Copa Sudamericana :
  - Vainqueur en 2008 (SC Internacional).

- Championnat d'Italie :
  - Vice-champion en 2003 (Inter Milan).